# Salvador Laurel
Salvador "Doy" H. Laurel (Manilla, 18 november 1928 - Atherton, 27 januari 2004) was een Filipijns jurist en politicus. Hij was werkzaam als advocaat en docent rechten tot hij in 1967 werd gekozen tot senator. Later was Laurel van 1978 tot 1984 lid van het Batasang Pambansa. In 1985 wilde hij het bij tussentijdse presidentsverkiezingen opnemen tegen zittend president Ferdinand Marcos. Hij maakte hij echter plaats voor Corazon Aquino en deed mee aan de verkiezingen als haar running mate. Volgens de officiële uitslag verloor het duo de verkiezingen, maar na de val van Marcos door de EDSA-revolutie werd Laurel in maart 1986 toch uitgeroepen tot vicepresident van de Filipijnen. Na afloop van zijn termijn in 1992 deed hij zonder succes mee aan de presidentsverkiezingen van dat jaar.
Salvador Laurel was een zoon van José Laurel, de president van de Tweede Filipijnse Republiek.

## Biografie

### Vroege levensloop en carrière
Salvador Laurel werd geboren op 18 november 1928 in Paco in de Filipijnse hoofdstad Manilla. Hij was de vijfde zoon en het achtste kind uit een gezin van negen kinderen. Zijn ouders waren Pacienda Hidalgo en José Laurel sr.. Laurel sr. was op het moment van zijn geboorte lid van de Filipijnse Senaat en werd later onder meer minister van justitie, opperrechter van het Hooggerechtshof van de Filipijnen en president van de Tweede Filipijnse Republiek. Laurel voltooide op 11-jarige leeftijd grade school aan de Ateneo de Manila. Na zijn eerste jaar op de middelbare school vielen de Japanners de Filipijnen binnen en werd het Ateneo de Manila door de nieuwe machthebbers gesloten. Laurel werkte daarop enige tijd als assistent van zijn vader, op dat moment minister van justitie en opperrechter van het Hooggerechtshof van de Filipijnen. Zijn vader koos er tijdens de oorlog voor om samen te werken met de Japanners. Hij bekleedde enkele hoge posities en werd in 1943 gekozen tot president van de Tweede Filipijnse Republiek. In april 1945 werd Laurel met zijn vrouw en zeven van hun kinderen, waaronder Salvador, geëvacueerd naar Japan. In september 1945 werd Jose Laurel gearresteerd door de Amerikanen. Twee maanden later werd de rest van de familie weer teruggevlogen naar de Filipijnen.
Eenmaal teruggekeerd in de Filipijnen voltooide Laurel in 1946 zijn middelbareschoolopleiding aan De La Salle College. Hij wilde graag studeren aan Amerikaanse militaire academie West Point en slaagde ook met een hoge score voor de toegangsexamen. Omdat hij nog te jong was werd Laurel er echter niet toegelaten. Daarop begon hij aan een studie medicijnen aan de University of the Philippines. Na twee jaar studeren besloot hij echter om toch, net als zijn oudere broers, rechten te gaan studeren. In 1952 behaalde hij een Bachelor of Arts-diploma en voltooide Laurel tevens zijn bachelor-opleiding rechten aan de UP. Het jaar erop voltooide hij een master-opleiding rechten aan Yale in de Verenigde Staten. Na terugkeer in de Filipijnen was hij docent aan het Lyceum of the Philippines en was hij werkzaam als advocaat-partner van Laurel Law Office. In 1960 behaalde Laurel aan Yale ook zijn doctoraat in de rechten.

### Senator en parlementslid
In 1967 begon Laurel's politieke carrière toen hij zich namens de Nacionalista Party kandidaat voor een zetel in de Filipijnse Senaat. Hij behaalde ruim drie miljoen stemmen en eindigde daarmee op de vierde plek, voldoende voor een van de acht beschikbare zetels in de Senaat. In zijn termijn als senator was Laurel voorzitter van de senaatscommissie voor justitie, de commissie voor economische aangelegenheden en de commissie voor gemeenschapsontwikkeling. Van 1968 tot en met 1971 werd Laurel elk jaar gekozen tot "Most Outstanding Senator". In 1972 kwam er een vroegtijdig einde aan zijn termijn toen de Senaat, kort na het uitroepen van de staat van beleg door president Ferdinand Marcos, werd opgeheven.
Na het uitroepen van de staat van beleg regeerde Marcos het land op dictatoriale wijze. Hoewel in de nieuwe Filipijnse Grondwet van 1973 was opgenomen dat de Filipijnen een eenkamerig parlement zou krijgen, werd pas in 1978 het Batasang Pambansa opgericht. Dit parlement had in de praktijk weinig invloed en bestond voornamelijk uit leden van de KBL, de partij van Marcos. Laurel koos ervoor om zich gedurende de eerste jaren van de staat van beleg op de vlakte te houden. In 1978 werd hij zelfs als lid van de KBL namens de regio Southern Tagalog gekozen als een van de leden van het Interim Batasang Pambansa met een termijn tot juni 1984.
In 1980 richtte Laurel samen met diverse andere oppositieleiders de gematigde oppositiepartij UNIDO op. De oppositiepartijen waaronder UNIDO besloot de presidentiële verkiezingen van 1981 te boycotten. In 1984 deed UNIDO wel mee aan de verkiezingen voor de Batasang Pambansa. Bij deze verkiezingen stelde Laurel zich niet herkiesbaar.

### Vicepresident
In 1985 kondigde Marcos onverwachts vervroegde presidentsverkiezingen aan. Laurel stelde zich namens de oppositiepartij UNIDO kandidaat. Enkele andere leiders binnen de oppositie waren er echter niet van overtuigd dat hij Marcos zou kunnen verslaan en uiteindelijk werd Corazon Aquino, de weduwe van de vermoorde oppositieleider Benigno Aquino jr., naar voren geschoven als kandidaat. Het was kardinaal Jaime Sin die Laurel wist over te halen zijn kandidatuur in te trekken ten faveure van Aquino en aan de verkiezingen mee te doen als Aquino's vicepresidentskandidaat.
De verkiezingen op 7 februari 1986 werden ontsierd door fraude en geweld. Een week na de verkiezingen riep het Batasang Pambansa Marcos en Arturo Tolentino uit tot winnaars van respectievelijk de presidents- en vicepresidentsverkiezingen. Tellingen van verkiezingswaakhond NAMFREL wezen echter uit dat Aquino en Laurel gewonnen hadden. De oppositie weigerde daarop de uitslag te accepteren. Eind februari keerde een deel van het leger onder leiding van generaal Fidel Ramos en minister van defensie Juan Ponce Enrile zich tegen Marcos. Dit was de aanleiding voor een geweldloze vier dagen durende revolutie, die later werd aangeduid als de EDSA-revolutie. Op 25 februari werden Marcos en zijn familie naar Hawaii gevlogen. Een maand later nam het Batasang Pambansa een resolutie aan waarin de officiële verkiezingsuitslag ongeldig werd verklaard. Aquino werd bovendien in dezelfde resolutie uitgeroepen tot president en Salvador Laurel tot vicepresident.
Kort daarop werd Laurel door Aquino opgenomen in haar kabinet als minister van buitenlandse zaken. De samenwerking tussen hem en Aquino verliep echter niet goed. Laurel was van mening dat Aquino niet de kwalificaties bezat om het land goed kunnen leiden. In 1987 werd hij als minister van buitenlandse zaken vervangen door Raul Manglapus. De rest van zijn periode als vicepresident was puur ceremonieel.

### Latere levensloop
Bij de verkiezingen van 1992 stelde Laurel zich namens de Nacionalista Party kandidaat voor het presidentschap. Hij behaalde bij de verkiezingen 3,4% van de stemmen en eindigde daarmee als zeven en laatste, ver achter winnaar Fidel Ramos. In 1996 werd Laurel door Ramos benoemd tot voorzitter van de Philippine National Centennial Commission, een commissie verantwoordelijk voor de viering van 100 jaar Filipijnse onafhankelijkheid op 12 juni 1998. Na de viering werd zijn termijn verlengd totdat de commissie in 1999 werd opgeheven door president Joseph Estrada. Nadien trok hij zich terug uit het publieke leven. Hij woonde een groot deel van zijn tijd in de Verenigde Staten.
In 2004 overleed Laurel op 75-jarige leeftijd in de Amerikaanse plaats Atherton aan de gevolgen van maligne lymfoom. Hij was getrouwd met actrice en regisseuse Celia F. Diaz en kreeg met haar acht kinderen. Na zijn crematie werden zijn overblijfselen begraven op het Libingan ng mga Bayani (ereveld voor helden).